# Rhodon (Theologe)
Rhodon (zu altgriechisch ῥόδον rhódon „Rose“) war ein christlicher Apologet des 2. Jahrhunderts und Gegner von Marcion und Apelles und deren Kirchen. Er stammte wahrscheinlich aus der römischen Provinz Asia. Später soll er eigenständig als christlicher Lehrer unterrichtet haben.

## Leben und Wirken
Rhodon war in Rom Schüler Tatians gewesen, was aber nur bei Eusebius von Cäsarea überliefert ist. Insgesamt nennt Eusebius drei seiner Schriften. Rhodon verfasste verschiedene Schriften, mit denen er sich unter anderem gegen die Häresie Marcions wandte. Darin berichtet er, dass sich die marcionitische Bewegung damals in verschiedene Richtungen gespalten habe, zählt diejenigen auf, welche die Spaltungen herbeiführten, und widerlegt deren falsche Lehren. Rhodon lebte im Zentrum des Römischen Reichs zur Zeit der Kaiser Commodus bis zu Septimius Severus.
Rhodon habe sich mit dem schon greisen Apelles zu einem Disput getroffen, so wird berichtet, dass als dieser sich auf eine Diskussion einließ, er von Rhodon überführt wurde, wie unrecht er in vielen Dingen hatte. Daraufhin sagte Apelles, es gehe durchaus nicht an, den Glauben zu untersuchen, es müsse vielmehr jeder bei seinem Glauben bleiben. Wer seine Hoffnung auf den Gekreuzigten setze – so erklärte er –, werde das Heil finden, wenn er nur in guten Werken erfunden werde. Das allerdunkelste Problem in seiner Lehrmeinung war die Lehre von Gott. Apelles nahm, anderes als sein Lehrer Marcion, allerdings nur ein einziges Prinzip an, wie auch heute gelehrt wird. Denn letztlich gab Appelles die divinische Teilung ‚Gottes‘ in marcionitischer Prägung auf.

## Werke
- Πρòς τὴν Μαρκίωνος αἵρεσιν. („An die marcionitische Sekte“)[6]
- Ein ‚Genesiskommentar: Die sechs Tage der Schöpfung‘ mit unbekanntem, genauen Titel.[7]